# 宮崎羽衣の危ういラジオ
宮崎羽衣の危ういラジオ（みやざきういのあやういラジオ）はHiBiKi Radio Stationで毎週金曜日に配信されていたインターネットラジオ番組。

## パーソナリティ
- 宮崎羽衣（声優）

## 番組概要
宮崎によるのんびりかつゆったりしつつもタイトル通り「危うい」発言もある番組である。
宮崎の体調不良により2011年10月24日以降の配信は休止されていたが、2012年2月17日より4ヶ月ぶりに配信が再開された。

### 配信曜日など
HiBiKi Radio Station
- 毎週金曜日更新
- 放送:(休止前)2009年5月15日 - 2011年10月17日
- (再開後)2012年2月17日 - 2012年12月28日

## 番組コーナー
- ふつおた

日常の報告やイベントの感想、宮崎への質問など、リスナーからのお便りを紹介する。
- 羽衣の部屋

リスナーから投稿された悩みに、優しい妹キャラ（本人曰く）の羽衣ちゃんか毒舌キャラの悪意（あい）ちゃんのいずれかが答える。
答えるキャラはリスナーが選べるが、羽衣ちゃんが厳しい回答をする場合（もしくはその逆）も多い。「天女のささやき」を行う回は、このコーナーは放送されない。
- 天女のささやき

回ごとに決められたお題をもとに、宮崎がそのキャラになりきって投稿されたセリフを読み上げる。「羽衣の部屋」を行う回は「羽衣の部屋」同様、このコーナーは放送されない。
- 今日のぅ一句

リスナーが考えたお題に対し、宮崎がポエムを作る。目的は「将来自分で作詞作曲をできるようにするため」との事。

### 終了したコーナー
- 羽衣ndows宮崎（ウインドウズ宮崎）

投稿された言葉を、宮崎が解説する。大概は的外れな回答のため、宮崎の罰ゲームが決定し、終了した。
- 13のメッセージ

自身のファーストアルバム「UI1」に収録されている曲のうち、毎回1曲ずつ紹介する。
- 初めての恵・方・巻

リスナーから送られた、思わずいやらしいことを想像させる言葉を宮崎がセクシーに言うコーナー。コーナーの最後には「今週の№1危ういワード」という名のMVPが発表される。
- なぞなぞの館

リスナーから送られた、小学生クラスの難易度のなぞなぞに宮崎が解答するコーナー。正解すると美容ドリンクがプレゼントされた。